# Emilio Bianchi Di Cárcano
Emilio Bianchi di Cárcano (Buenos Aires, 5 de abril de 1930-San Isidro, 2 de agosto de 2021) fue un sacerdote y obispo argentino que en su último cargo se desempeñó como obispo emérito de Azul.

## Biografía
Fue ordenado sacerdote en 1960. 
Durante la década de 1980, formó parte de un grupo de sacerdotes cercanos al Gobierno —entre los que se contaban Jorge Casaretto y Justo Oscar Laguna— de Raúl Alfonsín, grupo que se conoció como el Club de San Isidro.
Desde 1982 hasta 2006, fue obispo de Azul.
Fue por muchos años presidente de la Pastoral de Educación Católica.
Falleció el 2 de agosto de 2021 a los noventa y un años.